# ダミアーノ・ゼノーニ
ダミアーノ・ゼノーニ（Damiano Zenoni, 1977年4月23日 - ）は、イタリア・トレスコーレ・バルネアーリオ出身の元同国代表サッカー選手、現サッカー指導者。現役時代のポジションはDF、MF。
同じくサッカー選手のクリスティアン・ゼノーニとは双子である。
右サイドを得意とし、サイドバックやウイングバック双方に対応できる。また戦術によっては守備的ミッドフィルダーもこなす。

## 経歴
アタランタBCのプリマヴェーラ出身。セリエCのクラブへのローン移籍を経て、1998年からトップチーム所属となる。2000-01シーズンはジョヴァンニ・ヴァヴァッソーリ監督の下、双子のクリスティアンと共にクラブの躍進を支えた。当初ユヴェントスFC入りを目標としていたが、2001年にクリスティアンに先を越された。
2005年1月、ウディネーゼ・カルチョへ移籍。すぐにチームに溶け込み、クラブのリーグ4位フィニッシュに貢献。翌シーズンにはUEFAチャンピオンズリーグの舞台も経験した。
2009-10シーズン限りでパルマFCを退団し、クリスティアンと同じくフリーとなった。2011年1月にピアチェンツァ・カルチョとシーズン終了までの契約を締結した。
2011年10月、エッチェッレンツァ（イタリア5部）のUSDグルメッレーゼ・カルチョへ加入した。

## 代表歴
イタリアA代表としては、2000年11月15日のイングランドとの親善試合で初キャップを踏んだその試合のみの出場に留まっている。

## 指導歴
2012-13シーズンよりUSDグルメッレーゼ・カルチョで選手兼任としてユースを指揮。2014-15シーズンからはフェラルピサロの下部組織に招聘された。

## タイトル
アタランタ
- カンピオナート・アッリエーヴィ・ナツィオナーリ（イタリア語版）; 1991-92
- コッパ・ガエターノ・シレア（イタリア語版）: 1992

アルツァノ・ヴィレーシト
- コッパ・イタリア・セリエC : 1997-98